# ريتشارد أوين جونز
ريتشارد أوين جونز (بالإنجليزية: Richard Owen Jones)‏ هو لاعب كرة قدم ومدرب كرة قدم بريطاني، ولد في 1867 في ويلز في المملكة المتحدة، وتوفي في 1936. لعب مع نادي بانغور سيتي.